# Кулонівське зіткнення
Кулонівське зіткнення — подвійне пружне зіткнення між двома зарядженими частинками, які взаємодіють через власне електричне поле. Як і в будь-якому законі обернених квадратів, отримані траєкторії частинок, що стикаються, є гіперболічною кеплерівською орбітою. Цей тип зіткнень поширений у плазмі, де типова кінетична енергія частинок надто велика, щоб спричинити значне відхилення від початкових траєкторій частинок, що стикаються, і замість цього враховується кумулятивний ефект багатьох зіткнень. На важливість кулонівських зіткнень вперше звернув увагу Лев Ландау в 1936 році, який також вивів відповідне кінетичне рівняння, відоме як кінетичне рівняння Ландау.

## Спрощена математична обробка плазми
У плазмі кулонівське зіткнення рідко призводить до великого відхилення. Кумулятивний ефект від багатьох зіткнень під малими кутами, однак, часто більший, ніж ефект кількох зіткнень під великими кутами, які відбуваються, тому доцільно розглянути динаміку зіткнення в межах малих відхилень.
Ми можемо розглянути електрон із зарядом {\displaystyle -e} і маса {\displaystyle m_{e}} пропускаючи нерухомий іон заряду {\displaystyle +Ze} і набагато більшу масу на відстані {\displaystyle b} зі швидкістю {\displaystyle v} . Перпендикулярна сила — це {\displaystyle Ze^{2}/4\pi \epsilon _{0}b^{2}} на найближчому підході і тривалість зустрічі становить близько {\displaystyle b/v}. Ділення цих виразів на масу є зміною перпендикулярної швидкості:
{\displaystyle \Delta m_{e}v_{\perp }\approx {\frac {Ze^{2}}{4\pi \epsilon _{0}}}\,{\frac {1}{vb}}}
Зверніть увагу, що кут відхилення пропорційний {\displaystyle 1/v^{2}}. Швидкі частинки є «слизькими» і тому домінують у багатьох транспортних процесах. Ефективність узгоджених за швидкістю взаємодій також є причиною того, що продукти синтезу мають тенденцію нагрівати електрони, а не (як було б бажано) іони. Якщо присутнє електричне поле, швидші електрони відчувають менший опір і стають ще швидшими в процесі «втечі».
При проходженні через поле іонів з щільністю {\displaystyle n}, електрон матиме багато таких зустрічей одночасно з різними параметрами удару (відстань до іона) і напрямками. Кумулятивний ефект можна описати як дифузію перпендикулярного імпульсу. Відповідна константа дифузії визначається інтегруванням квадратів окремих змін імпульсу. Швидкість зіткнень із ударним параметром між {\displaystyle b} і {\displaystyle (b+\mathrm {d} b)} є {\displaystyle nv(2\pi b\mathrm {d} b)}, тому константа дифузії визначається як
{\displaystyle D_{v\perp }=\int \left({\frac {Ze^{2}}{4\pi \epsilon _{0}}}\right)^{2}\,{\frac {1}{v^{2}b^{2}}}\,nv(2\pi b\,{\mathrm {d} }b)=\left({\frac {Ze^{2}}{4\pi \epsilon _{0}}}\right)^{2}\,{\frac {2\pi n}{v}}\,\int {\frac {{\mathrm {d} }b}{b}}}
Очевидно, інтеграл розходиться як у бік малих, так і в бік великих параметрів впливу. Розбіжність при малих параметрах удару є явно нефізичною, оскільки згідно з припущеннями, які тут використовуються, кінцевий перпендикулярний імпульс не може мати значення, що перевищує початковий імпульс. Встановлення вищевказаного кошторису для {\displaystyle \Delta m_{e}v_{\perp }} дорівнює {\displaystyle mv}, ми знаходимо, що нижня межа параметра впливу становить приблизно
{\displaystyle b_{0}={\frac {Ze^{2}}{4\pi \epsilon _{0}}}\,{\frac {1}{m_{e}v^{2}}}}
Ми також можемо використовувати {\displaystyle \pi b_{0}^{2}} як оцінка поперечного перерізу для великокутових зіткнень. За деяких умов існує більш сувора нижня межа через квантову механіку, а саме довжину хвилі де Бройля електрона, {\displaystyle h/m_{e}v} де {\displaystyle h} є сталою Планка.
При великих параметрах удару заряд іона екранується тенденцією електронів групуватися поряд з іоном та іншими іонами, щоб уникнути цього. Таким чином, верхня границя ударного параметра повинна приблизно дорівнювати довжині Дебая:
{\displaystyle \lambda _{D}={\sqrt {\frac {\epsilon _{0}kT_{e}}{n_{e}e^{2}}}}}

## Кулонівський логарифм
Інтеграл від {\displaystyle 1/b} таким чином виходить логарифм відношення верхнього та нижнього порогових значень. Це число відоме як логарифм Кулона і позначається будь-яким {\displaystyle \ln \Lambda } або {\displaystyle \lambda }. Це фактор, завдяки якому зіткнення під малим кутом є більш ефективними, ніж зіткнення під великим кутом. Логарифм Кулона був введений незалежно Левом Ландау в 1936 році і Субрахманьяном Чандрасекаром в 1943 році. Для багатьох цікавих плазм він приймає значення між {\displaystyle 5} і {\displaystyle 15}. (Для зручних формул див. сторінки 34 і 35 формуляру NRL Plasma). Межі інтегралу параметра удару не є чіткими, але невизначені факторами порядку одиниці, що призводить до теоретичної невизначеності порядку {\displaystyle 1/\lambda }. З цієї причини часто виправдано просто обрати зручний вибір {\displaystyle \lambda =10}. Аналіз тут дає масштабування та порядки величин.

## Дивись також
- Резерфордівське розсіяння